# Örgryte IS
Örgryte IS, offiziell Örgryte Idrottssällskap, kurz Öis (ÖIS), ist ein schwedischer Sportverein aus dem Göteborger Stadtteil Örgryte, der vor allem für seine Fußballmannschaft bekannt ist. Diese wurde mehrfach Landesmeister und spielte lange Zeit in der höchsten schwedischen Fußballliga, der Allsvenskan, und hat auch Abteilungen in Leichtathletik, Ringen und Bowling. Die Vereinsfarben sind Rot und Blau. Von den Fans wird den Verein oft „Röd-blått“ (Rot-Blau) genannt.

## Fußball

### Geschichte

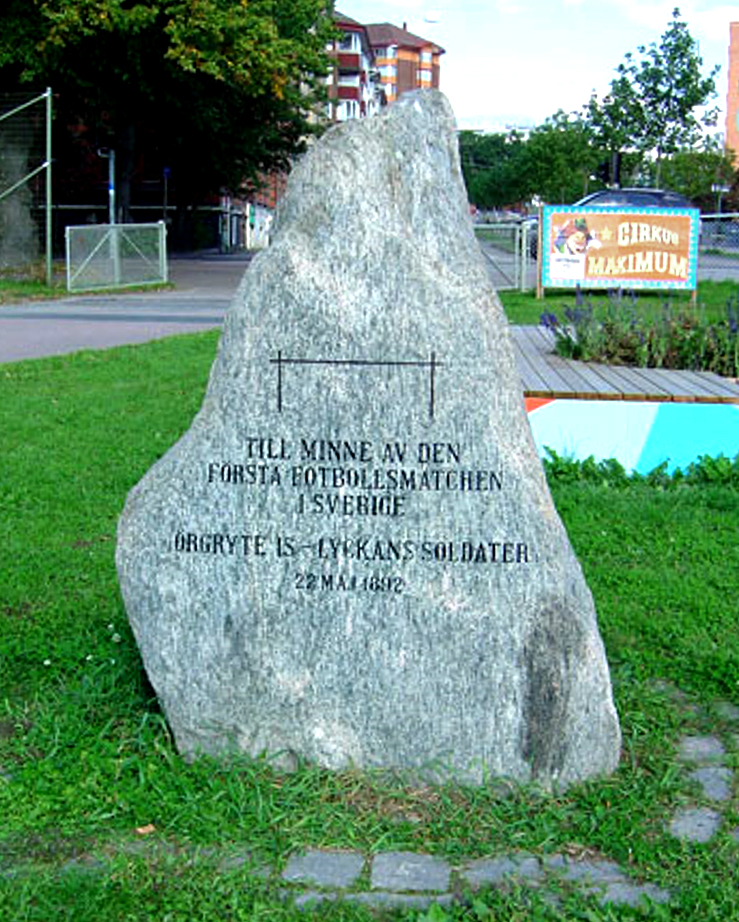
Denkmal auf dem Heden-Spielfeld.

Meistermannschaft von 1907.

Der Verein wurde 1887 gegründet und ist damit einer der ältesten Fußballvereine in Schweden. Örgryte spielte sein erstes organisiertes Fußballspiel in Schweden gegen IS Lyckans Soldater („Soldaten des Glückes“) im Jahre 1892 und gewann es mit 1:0. Viele Spieler von damals kamen aus Schottland. Örgryte dominierte in den frühen Jahren des schwedischen Fußballs und wurde 1896 der erste Landesmeister Schwedens. Weitere Titel folgten 1897, 1898, 1899, 1902, 1904, 1905, 1906, 1907, 1909 und 1913. Bis 1940 war Örgryte mit 14 Meistertiteln eine feste Größe des Vereinsfußballs in Schweden, doch dann folgte der Abstieg zunächst in die zweite Division und später sogar in die dritte Division, wo man bis Ende der 1950er Jahre verweilen sollte, bevor es mit Spielern wie Agne Simonsson, Gunnar Gren und Rune Börjesson gelang, wieder in die höchste Spielklasse aufzusteigen. Trotz vieler großer Erfolge gelang es jedoch nicht, weitere Meistertitel zu erspielen.
Im Rahmen der Fußball-Weltmeisterschaft 1958 in Schweden erhielten die Göteborger Mannschaften ein neues Stadion: Das alte, kleine Gamla Ullevi wurde durch einen Neubau auf einem naheliegenden Gelände, das Nya Ullevi, ersetzt. Bis heute werden hier die Heimspiele von Örgryte und IFK Göteborg ausgetragen, jedoch nur Topspiele wie Stadtderbys oder gegen Teams aus Stockholm. Normalerweise spielen die drei klassischen Göteborger Teams IFK Göteborg, Örgryte IS und GAIS Göteborg seit 1992 wieder im Gamla Ullevi.
In den 1970er Jahren folgte der erneute Abstieg in die Zweitklassigkeit, die diesmal aber nur wenige Jahre dauern sollte: Bereits 1981 spielte man wieder in der Allsvenskan und konnte 1985 nach einem Sieg gegen den Lokalrivalen IFK Göteborg den 15. Meistertitel feiern. Meistertrainer war Agne Simonsson. Allerdings verlor das Team bereits in der ersten Runde des Europacups der Meister deutlich gegen den DDR-Meister BFC Dynamo.
Der nächste Titel folgte im Jahre 2000, als man schwedischer Pokalsieger wurde. Der große Star war Stürmer Marcus Allbäck, der u. a. Torschützenkönig in der Liga 1999 wurde. Die beste Saison in der Liga seit 1985 folgte dann im Jahre 2002, als Örgryte Dritter wurde mit Afonso Alves als Star und Publikumsliebling der Mannschaft. Besondere Höhepunkte waren die Spiele gegen IFK Göteborg, die mit 2:1 und 5:2 gewonnen wurde.
Die Saison 2006 endete mit dem Abstieg als Tabellenletzter. Einer der wenigen Höhepunkten der Saison war der Derby-Sieg gegen IFK Göteborg mit 3:2. 2007 bis 2008 spielte Örgryte in der Superettan, die zweite Liga in Schweden. Zwischenzeitlich wieder in der Allsvenskan vertreten, stieg Örgryte IS am Ende der Spielzeit 2009 wieder in die Superettan ab. Anfang 2011 folgte nach dem Konkurs der Zwangsabstieg in die Drittklassigkeit.
Nach einer überzeugenden Saison in der Division 1 Södra stieg der Klub 2012 in die Superettan auf, um nach nur einem Jahr direkt wieder abzusteigen. Nach zwei Spielzeiten (2014, 2015) gelang die Rückkehr in die Superettan, in der sich ÖIS seitdem etabliert hat.

### Hintergrund
Der Verein ist bekannt als ein Verein der Göteborger High Society, die Popularität der Massen hat der Verein seit den 1950er Jahren nie mehr erreicht. Er ist bekannt für sein technisches Spiel. Im Team gibt es oft brasilianische Spieler, da der Verein eine Partnerschaft mit dem brasilianischen Verein Atlético Mineiro führt. Die erfolgreichsten Spieler aus Brasilien bisher waren Afonso Alves und Paulinho. Die Fans singen auch Lieder wie: „Samba-Rödblått (Rot-Blau) Allez Allez Allez“.
In Göteborg gibt es heute zwei Denkmäler für den Verein. Das erste liegt in der Innenstadt und erinnert an das erste Spiel auf dem Heden-Spielfeld, das andere im Vergnügungspark Liseberg und erinnert an die Vereinsgründung.
Örgryte IS kämpfte lange Jahre mit wirtschaftlichen Problemen, da insbesondere der Lokalrivale IFK im Laufe der Zeit in den Vordergrund gerückt war. Zwischenzeitlich wurde die Herrenmannschaft in eine unter dem Namen Örgryte IS Fotboll AB firmierende Aktiebolag ausgelagert. Der wirtschaftliche und sportliche Niedergang konnten jedoch weder der Verein noch die Aktiengesellschaft stoppen. Im Herbst 2007 kam daher die Idee eines Zusammenlegens von Örgryte IS, GAIS und BK Häcken auf. Nach Protesten der Anhänger wurde die Idee eines neuen Göteborger Fußballvereins unter dem Namen FC Gothia von den Vereinspräsidenten jedoch schnell zurückgenommen. 2009 zwischenzeitlich wieder erstklassig bekam der Klub jedoch nach dem direkten Wiederabstieg seine finanziellen Probleme nicht in den Griff. Am 11. Februar 2011 meldete die Aktiengesellschaft schließlich Konkurs an.

### Stadien
Örgryte IS spielte zunächst auf Balders Hage, ehe der Klub 1908 den Valhalla idrottsplats bezog. Später nutzte der Klub zudem das Gamla Ullevi sowie das Ullevi als Austragungsort von Heimspielen. 2007 kehrte der Klub für seine Zweitligaspiele in den Valhalla idrottsplats zurück, da seinerzeit mit dem Umbau des Gamla Ullevi begonnen wurde. Nach Ende der Modernisierungsarbeiten wechselte er 2009 erneut ins Gamla Ullevi.
Der Zuschauerrekord von 52.194 Besuchern wurde im Jahr 1959 bei einem Spiel gegen IFK Göteborg aufgestellt. Im Gamla Ullevi liegt dieser Rekord bei 31.597 Zuschauern gegen IF Elfsborg im Jahre 1957.

### Statistik und Erfolge
- Schwedischer Meister (13): 1896, 1897, 1898, 1899, 1902, 1904, 1905, 1906, 1907, 1909, 1913 1926, 1928
- Schwedischer Pokalsieger: 2000
- Höchster Sieg: 32:0 gegen Varbergs GIF am 22. September 1907
- Höchste Niederlage: 2:10 gegen Köpenhamn am 17. Oktober 1911
- Meiste Spiele: Niclas Sjöstedt 261
- International: Überstehen der 1. Runde im Messe-Pokal 1966/67 gegen den OGC Nizza

### Spieler (Auswahl)
- Agne Simonsson (1959–1960, 1963–1970)
- Marcus Allbäck (1992–1997, 1999–2000, 2008–2009)

### Trainer (Auswahl)
- Karl Adamek (1952–1957)
- Gunnar Gren (1956–1959)
- Walter Probst (1964–1965)
- Agne Simonsson (1971–1972, 1983–1986)
- Bob Houghton (1987–1989)
- Torbjörn Nilsson (1991–1993)
- Erik Hamrén (1998–2004)
- Åge Hareide (2009)

## Örgryte IS 2
Örgryte IS 2  war die zweite Mannschaft des schwedischen Fußballvereins Örgryte IS aus der Stadt Göteborg. Sie nahm in den frühen Jahren am Svenska Mästerskapet teil, dem Vorläufer der heutigen Allsvenskan, der offiziellen schwedischen Fußballmeisterschaft. 1897 und 1901 erreichte Örgryte IS 2 das Endspiel und ist bis heute die einzige Zweitvertretung die, dies gelang. Die U-21 des ÖIS befindet sich derzeit in der Allsvenskan, der höchsten Spielklasse ihrer Altersstufe und beendete die Saison auf Platz 2 in ihrer Gruppe.

## Leichtathletik
Örgryte ist ein sehr erfolgreicher Verein und hier wurden Sportler wie Patrik Sjöberg (Hochsprung, Weltmeister 1987), Christian Olsson (Dreisprung) und Emma Green (Hochsprung) hervorgebracht. Der Trainer Yannick Tregaro ist sehr populär für sein Engagement und Erfolge als Trainer für u. a. Kajsa Bergqvist und Christian Olsson.

## Ringen
Örgryte IS gehört zur schwedischen Elite. Der Olympiasieger Mikael Ljungberg repräsentierte Örgryte IS.

## Bowling
Örgryte IS hat Teams für Herren und Damen.